# Мюре, Венке
Ве́нке Мю́ре или Ве́нке Ми́ре (норв. Wenche Myhre, в ФРГ известная как Wencke Myhre; род 15 февраля 1947) — норвежская певица и актриса.

## Биография
Росла Венке в столице Норвегии Осло. Уже к трём годам отец, опытный музыкант-любитель, и старший брат Рейдар вовлекли её в пение. В пять лет она впервые получила гонорар за выступление на рождественской вечеринке. К 1960 году, когда Венке победила на организованном газете Verdens Gang любительском конкурсе талантов в театре Chat Noir в Осло, она уже была почти профессиональной певицей.
После конкурса композитор и продюсер Арне Бендиксен подписал с ней первый в её жизни контракт.
В том же 1960 году у неё вышел дебютный сингл с песней «Åh, det er søndag». Продавался он не очень, но, поскольку было очевидно, что она очень талантлива, с ней продолжали работать, и у неё выходили новые и новые синглы.
Прорыв произошёл в 1962 году с синглом «Katta vår». Песня стала большим хитом, за ней в 1962—1963 годах последовали «Tenk så deilig det skal bli», «Ei snerten snelle», «Bli med ut og fisk» и «Gi meg en cowboy til mann». Благодаря радио и телевидению симпатичная девушка с музыкальным талантом и узнаваемым голосом моментально стала любимицей Норвегии. Особенно большую роль в её популярности сыграли регулярные появления в очень популярной производимой для Nordvisjon серии телепередач Prospektkort.
Тогда же в 1963 году состоялся её актёрский дебют. Она снялась в очень серьёзной роли в фильме Elskere по одноимённому роману Терье Стигена, сыграла негромко и с такими нюансами, что газета Aftenposten писала: «Дебют настолько близкий к совершенству, такой сильный и естественный и реальный в воплощении маленькой хромой Греты, что это почти пугает.» В 1963 году ей было 16 лет.

## Евровидение
Венке Мюре выступала на «Евровидении» один раз, в 1968 году от Германии с песней «Ein Hoch der Liebe». Заняла 6 место.
До этого она два раза участвовала в национальном норвежском отборе, в 1964 и 1966 годах, но первого места занять ей не удавалось (2 место в 1964, 4 и 5 места с разными песнями в 1966). Спустя 15 лет после 1968 года, в 1983 году, она опять пыталась отобраться от Германии, в дуэте со своим сыном Дани, но была в отборе пятой. В 1992 году в норвежском отборочном конкурсе (Melodi Grand Prix) была 3-й.
В 2009 году Венке Мюре выступила в национальном отборе Melodi Grand Prix с песней «Alt har en mening nå», не преодолев полуфинальный этап.

## Достижения
В октябре 1963 года американский музыкальный журнал «Билборд» писал, что Венке Миллер стала первым исполнителем в истории, у которого сразу три песни — «Ei snerten snelle», «Bli med ut og fisk» (это две стороны одного сингла) и «Gi meg en cowboy til mann» (норвежская версия немецкого хита) — одновременно находились в первой десятке норвежского хит-парада. На тот момент певице было только 16 лет.
Её альбом Vi lever 1983 года был первым норвежским компакт-диском.

## Фильмография
См. «Wenche Myhres filmografi» в норвежском разделе.

## Дискография
См. «Wenche Myhre» § «Turnéhistorie» в норвежском разделе.
Выборочный список хитов в ФРГ
- Hey, kennt Ihr schon meinen Peter (1964)
- Geht ein Boy vorbei (1965)
- Beiß nicht gleich in jeden Apfel (1966) — 1 место
- Komm allein (1967) — 9 место
- Ein Hoch der Liebe (1968) — 18 место
- Flower Power Kleid (1968) — 17 место
- Abendstunde hat Gold im Munde (1969) — 36 место
- Er steht im Tor (1969) — 4 место
- Er hat ein knallrotes Gummiboot (1970) — 1 место
- Eine Mark für Charlie (1977) — 9 место
- Lass mein Knie, Joe (1978) —  5 место